# Vladimir Tsjoerov

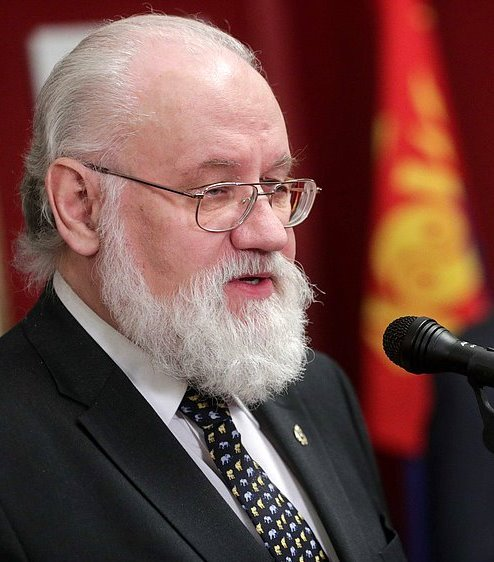
Vladimir Tsjoerov (2019)

Vladimir Jevgenjevitsj Tsjoerov (Russisch: Владимир Евгеньевич Чуров) (Leningrad, 17 maart 1953 – Moskou, 22 maart 2023)was sinds 26 maart 2007 de voorzitter van de Centrale Kiescommissie van Rusland (CKR).
Tsjoerov werd geboren in Leningrad en studeerde in 1977 af aan de faculteit natuurkunde van de Staatsuniversiteit van de stad, waarna hij leraar werd. In 1990 studeerde hij af aan de Volksuniversiteit voor Technisch-Economische Zaken (Народный университет технико-экономических знаний). Op school was hij waarschijnlijk een klasgenoot van de latere president Vladimir Poetin. Van 1992 tot 2003 werkte hij voor de commissie voor externe relaties van het stadsbestuur van Sint-Petersburg (van 1991 tot 1996 onder leiding van Poetin, van 1995 tot 2003 als vicevoorzitter) samen met personen als Aleksej Miller (in 2001 naar Gazprom) en Igor Setsjin (in 2000 vicevoorzitter van de staf van de president van Rusland). Van 2003 tot 2007 was hij afgevaardigde in de staatsdoema voor de LDPR.
Op 26 maart 2007 werd hij met 13 stemmen voor en 2 tegen verkozen tot voorzitter van de Centrale Kiescommissie van Rusland als kandidaat van Verenigd Rusland als vervanger voor Aleksandr Vesjnjakov. Voor het lidmaatschap van de CKR bestond lange tijd de beperking dat een kandidaat hoger onderwijs op het gebied van de rechten moest hebben afgerond. Deze beperking werd echter op 19 januari 2007 weggehaald met goedkeuring door president Poetin, waardoor Tsjoerov, die niet aan deze eis voldeed, kon worden verkozen.
- Gemeinsame Normdatei: 1023877864
- International Standard Name Identifier: 0000 0001 1128 553X
- Library of Congress Control Number: n2006068259
- Nationale Bibliotheek van Tsjechië: js20211114017
- Système universitaire de documentation: 13729381X
- Virtual International Authority File: 161716553
- WorldCat: E39PBJxrWcvqKVBkrbBcXxhGpP